# در قلب من
در قلب من نام سریالی ایرانی به کارگردانی حمید لبخنده و محصول سال ۱۳۷۷ است. این سریال برای اولین بار از شبکه ۳ پخش شد.

## بازیگران
| جمال اجلالی     | کریم طلوعی      |            |       |
| ثریا قاسمی      | مونس            |            |       |
| ایرج راد        | اسفندیاری       |            |       |
| فریده صابری     | مریم            |            |       |
| پارسا پیروز فر  | رضا             |            |       |
| لعیا زنگنه      | لیلا            |            |       |
| پویا امینی      | سینا            |            |       |
| رزیتا غفاری     | سارا            |            |       |
| علیرضا خطیبی    | علی             |            |       |
| اردلان آذربهرام | اتابک           |            |       |
| جعفر بزرگی      | سرایدار ساختمان |            |       |
| حمیده خیرآبادی  | عزیز            |            |       |
| عنایت شفیعی     | دایی            | علی دهکردی | منصور |
| مرتضی کاظمی     | ناظم            | محسن نبوی  | روزبه |

## داستان
این مجموعه روایتگر زندگی دو خانواده از قشر فقیر و ثروتمند است که دختر خانواده ثروتمند یعنی سارا به رضا و دایی سارا به لیلا علاقه‌مند بوده و در این رابطه دراماتیک پاره‌ای از مسائل اجتماعی نیز به تصویر کشیده می‌شود.